# Ettelbruck (stacja kolejowa)
Ettelbruck (luks: Gare Ettelbrëck) – stacja kolejowa w Ettelbrucku, w Luksemburgu. Została otwarta w 1862 roku przez Chemins de fer de l’Est, operatora Société royale grand-ducale des chemins de fer Guillaume-Luxembourg.
Obecnie jest stacją Société Nationale des Chemins de Fer Luxembourgeois (CFL), obsługiwaną przez pociągi InterCity (IC), Regional-Express (RE) i Regionalbahn (RB).

## Linie kolejowe
- Linia 10 Luksemburg – Troisvierges
- Linia 1a Ettelbruck – Grevenmacher